# Kill the Lights (Luke Bryan)
Kill the Lights è il quinto album in studio del cantante country statunitense Luke Bryan, pubblicato nell'agosto 2015.

## Tracce
1. Kick the Dust Up – 3:10
2. Kill the Lights – 2:59
3. Strip It Down – 4:01
4. Home Alone Tonight (featuring Karen Fairchild) – 3:10
5. Razor Blade – 3:41
6. Fast – 3:26
7. Move – 3:47
8. Just Over – 3:13
9. Love It Gone – 3:38
10. Way Way Back – 3:19
11. To the Moon and Back – 3:58
12. Huntin', Fishin' and Lovin' Every Day – 4:38
13. Scarecrows – 3:38

## Classifiche
| Classifica (2015) | Posizione raggiunta |
| ----------------- | ------------------- |
| Australia         | 1                   |
| Canada            | 1                   |
| Regno Unito       | 47                  |
| Stati Uniti       | 1                   |